# Мартин Палермо
Мартин Палермо (шп. Martín Palermo; Ла Плата, 7. новембар 1973) је аргентински фудбалски тренер и бивши фудбалер. Тренутно је тренер Олимпије из Асунсиона. Као фудбалер је играо на позицији нападача.

## Успеси
Естудијантес Ла Плата
- Примера Б Насионал  (1) : 1994/95.[5]

 Бока јуниорс
- Прва лига Аргентине (6) : 1998. Апертура, 1999. Клаусура, 2000. Апертура, 2005. Апертура, 2006. Клаусура, 2008. Апертура
- Копа либертадорес (2) : 2000,[6] 2007.[7]
- Копа судамерикана  (2) : 2004,[8] 2005.[9]
- Рекопа судамерикана  (2) : 2006,[10] 2008,[11] (финале: 2004)[12]
- Интерконтинентални куп (1) : 2000.[13]
- Светско клупско првенство: (финале: 2007)[14]

Појединачни
- Најбољи стрелац у историји Боке јуниорс[15]
- Најбољи стрелац Прве лиге Аргентине: 1998. Апертура,[16] 2007. Клаусура[17]
- Јужноамерички фудбалер године: 1998.[18]
- Идеални тим Јужне Америке: 1998, 2000.[19]

Тренер
 Платенсе
- Лига куп Аргентине: (финале: 2023)[20]